# Cavernas do Cango
As Cavernas do Cango (em inglêsː Cango Caves) são um complexo de cavernas calcárias de gotejamento, localizadas no sopé das colinas de Swartberg, no Vale do Cango, perto da cidade de Oudtshoorn. É um Monumento Nacional da África do Sul, administrado pelo município de Oudtshoorn.

## História
As terras ao redor da entrada da caverna pertenciam a Fazenda Kombuis, que o Estado arrendava para a empresa Hermanus Steyn senior. No ano de 1780, um funcionário da fazenda, Jacobus van Zyl, descobriu a caverna enquanto buscava pedras para a construção de uma estrada. As cavernas passaram a ser de propriedade e administração da Província do Cabo.
Em 16 setembro de 1808, ocorreu a primeira visita que foi registrada, feita por Petronella Sophia Camyn, filha do comissário civil e magistrado residente Anthony Alexander Faure. Seu grupo utilizou velas para iluminação e escadas de madeira para acessar a câmara principal. Camyn descreveu sobre os espeleotemas e a necessidade de escalar e contornar muitos pedregulhos.
Em 14 de outubro de 1816, o reverendo George Thorn, da Sociedade Missionária de Londres, explorou as cavernas e registrou sobre a câmara principal, que batizou de Van Zyl's Hall, em homenagem ao descobridor da caverna; o Registro; o Salão de Botha; e registrou as dimensões de outras câmaras.
Em 10 de janeiro de 1820, o Governador Lord Charles Somerset concedeu a fazenda Kombuis a Pieter van der Westhuizen. E reservou as cavernas para a Coroa britânica em perpetuidade. Em 8 de agosto de 1821, foram aprovados regulamentos para a preservação das cavernas.
Até o ano de 1868, as únicas câmaras que foram nomeadas foramː Van Zyl's Hall; o Registro; o Yzkegel Kamer ou Sala Icicle; e Ijinge Kamer ou Thompson's Hall. Em 1890, o tenente-general Henry Augustus Smyth, mandou instalar uma escada de ferro na caverna. Posteriormente, foi substituída por uma de concreto. No ano de 1895, outras câmaras foram descobertas, algumas com presença de cortinas de estalactites. Em janeiro de 1897, o guia chefe da caverna, Johnny van Wassenaar descobre trinta novas câmaras em sete dias.
Em junho de 1921, a administração das cavernas foi transferida para o município de Oudtshoorn. E em 1928, a caverna recebeu eletricidade, através de um gerador a diesel que ficava em uma casa de máquinas, que foi demolida na década de 1960, quando a eletricidade passou a ser fornecida pela rede elétrica nacional.
No ano de 1952, devido ao apartheid do Partido Nacional, a caverna passou por uma política de segregação racial. Durante as obras para a abertura da entrada artificial, no ano de 1961, posteriormente denominada Entrada do Apartheid, foi descoberto um esqueleto completo de um grande antílope. O esqueleto estava envolto por argila sólida e carbonato de cálcio. Nenhum estudo foi feito no esqueleto encontrado.
E no ano de 1964, a entrada artificial para a população negra ficou pronta e aprovada pela Comissão de Monumentos Históricos (HMC). O estacionamento para a população negra ficava localizado na base da colina, era necessário subir longas escadas, que levavam ao restaurante e bilheterias separadas dos brancos, e o acesso era através da entrada artificial da caverna. Já o estacionamento dos brancos ficava localizado na parte superior da colina, que levava diretamente ao restaurante, bilheteria e entrada natural das cavernas. A segregação foi muito criticada pelas mídias nacionais e internacionais.
Em 1984, Francis Thackeray documentou os desenhos rupestres localizados na Sala da Samambaia. Os desenhos se encontravam bastante desgastados, mas foram identificados a cabeça e as patas dianteiras de um elefante, um antílope com longos chifres e figuras humanas alongadas.

## Características
As cavernas possuem um total de 5.214 metros de comprimento, com temperatura entre 20°C e 21°C. Sua entrada fica a uma altitude de 600 metros acima do nível do mar.
A câmara principal, denominada Van Zyl's Hall, possui 107 metros de comprimento, 54 metros de largura e 17 metros de altura. E há as câmarasː o Registro, Botha's Hall, Sala do trono, Sala do arco-íris, Sala do tambor, Grand Hall, Câmara nupcial, o Banheiro, Caminho Lumbago.

## Turismo
As cavernas estão abertas ao público, com entrada paga e visitas guiadas. No local há um centro de informações turísticas, um auditório, um centro interpretativo, uma loja de souvenires e restaurante. As cavernas possuem iluminação artificial. Anualmente, as cavernas recebem mais de 250 000 visitantes.